# Musa Çelebi
Musa Çelebi (? – 5. července 1413) byl osmanský princ a spoluvládce osmanské říše po dobu tří let během Osmanského interregna. Jméno Çelebi byl osmanský titul znamenající gentleman. 

## Pozadí
Musa byl jedním ze synů sultána Bayezida I. O původu jeho matky nejsou dochovány žádné záznamy. Byla buď dcera jednoho z tureckých beyů a nebo byzantská princezna. Po bitvě u Ankary, byl jeho otec sesazen z trůnu Tamerlánem a oba byli zajati. Po smrti Bayezida byl v roce 1403 Musa propuštěn. Vrátil se do Osmanské říše, kde stále trvalo interregnum. Snažil se získat trůn v Burse, hlavním městě Anatolie. Nicméně i jeho tři bratři se snažili o trůn; v Asii to byl İsa Çelebi ve městě Balıkesir, pozdější sultán Mehmed I. v Amasyi a Süleyman Çelebi v Edirne, hlavním městě evropské části říše (říše měla do rozpadu Byzantské říše 2 hlavní města, která se pak rozpadla na další dvě osmanské části říše). 

## Osmanské interregnum
İsa svrhl Musu a obsadil Bursu. Musa se usadil v provincii Germiyanid, kde čekal na vhodnou příležitost bojovat dál. V roce 1406 Mehmed svrhl İsu a získal tím anatolskou část říše. Nemohl však bojovat se Süleymanem, který byl na opačné straně říše. Mehmeda a Musa se setkali v Kırşehiru, v centru Anatolie a zformovali alianci proti Süleymanovi. Většina beyliksů z Anatolie tuto alianci podporovali. Podle domluvy Musa odcestoval do Valašska přes Černé moře, kde získal podporu knížete Mirceji. Süleyman musel bojovat se dvěma frontami ze dvou stran; z jedné strany šel Mehmed z Anatolie a z druhé Musa z Evropy. Tato strategie byla úspěšná stejně jako rychlá pomoc Süleymanových vojáků a příznivců. Nakonec byl schopen Musu porazit. Napříč tomu se Musa stále snažit o porážku Süleymana a to až do roku 1410. V roce 1411 se konečně Musovi podařilo Süleymana porazit a získal moc nad Edirne. Süleyman se snažil utéct do Byzantské říše, ale tam byl zadržen a v únoru 1411 zabit. Musa se pak prohlásil za spoluvládce říše. 

## Musa jako spoluvládce
Detaily o předešlé alianci Mehmeta a Musy nejsou známé. Musa se prohlásil za sultána evropské části říše, zatímco Mehmet ho viděl jako svého otroka. V bojích se Süleymanem mu významně pomohla Byzantská říše. Konstantinopol (dnešní Istanbul) daroval Manuelovi II. Palaiologosovi jako odměnu za pomoc při bojích. Mehmet se na Manuela obrátil s tím, že by chtěl pomoci k získání trůnu a vytvořili společně novou alianci. 
V roce 1411 a 1412 Mehmetovi plány selhaly a v obou případech, kdy se ho pokoušel porazit byl poraženým on. V roce 1413 požádal Mehmet o pomoc srbského monarchu Stefana Lazareviće a turecké beye z Dulkadiru

## Následky
Musova smrt ukončila Osmanské interregnum. Jeho bratr Mehmed se stal sultánem. Nicméně v roce 1416 se šejk Bedrettin, jeden ze zakladatelů Musovi aliance, snažil znovu vést boj proti Mehmedovi. Ostatní události naznačovali, že interregnum bude pokračovat, jelikož jeho bratr Mustafa Çelebi se schoval v Anatolii. Mustafa byl v pořadí pátým následníkem trůnu a znovu bojoval jak s princem Mehmedem, tak s jeho synovce Muratem II., v obou případech však neúspěšně.

## Rodina
Musa měl 2 manželky:
1. Arina (sňatek 1403), dcera Mirceji I., knížete Valašského
2. Fülane Hatun (sňatek 1412)